# 実録・ベトナム戦争残虐史
『実録・ベトナム戦争残虐史』（じつろくべとなむせんそうざんぎゃくし）は、1975年6月21日に公開された日本のドキュメンタリー映画。製作・ゼネラル・ワーク、配給・東映洋画。パートカラー。

## 概要
"日本のヤコペッティ"と異名をとった記録映画の鬼才・井出昭が、1964年から23年間、戦火のベトナムに潜入、撮り続けたフィルム約100時間に解放戦線、北ベトナム側から獲ったフィルムを合わせて編集した物で、ベトナム戦争の総集編的な内容。公開が決定した際は『資金源強奪』との二本立ての予定で、当初は60分の予定であったが、後から『青い性』を加えた三本立てに変更されたため、45分に短縮された。90分バージョンでは、対仏戦争の終わりからアメリカの介入までを第一部、アメリカの本格的介入による北爆、皆殺し戦争が第二部、北ベトナムと解放軍が第三部で、サイゴン解放を第四部としていた。1975年4月30日のサイゴン解放は、井出監督が「自分の目で最後を見届けたい」と1週間前から金沢信二郎カメラマンと現地入りした。しかし解放後のサイゴンを脱出できず、一時は日本で行方不明と報道され、約1ヵ月カメラを回し続けた。無事帰国後、井出は「妙なものですねえ。取材中、あまりの苦しさに二度とベトナムへは来ないぞ、と思いながら、気になってまた飛んで行く。そして苦しむ。ベトナムの虜になった11年間でした。最後はあーこれでベトナム戦争は終わったなという実感がありました。映画はそんな私のベトナム報告書です。私も解放され、吹っ切れたというのが現在のいつわらざる心境です」と話した。映画はサイゴン解放から2ヵ月後の公開だった。

## スタッフ
- 製作・監督・構成：井出昭
- 撮影：井出昭・大須賀武
- 脚本：金沢信二郎
- 音楽：金沢信二郎・上村竜一

## 作品の評価
『週刊新潮』は「何と迫力のないこと！この映画は今のベトナムのあるがままを知りたいという渇望を満たしてくれない。ただひたすら商売のために封切った東映の思惑は外れて、劇場内はガラガラでした」などと評した。 

## 同時上映
『資金源強奪』
- 主演 - 北大路欣也 / 監督 - 深作欣二 / 脚本 - 高田宏治

『青い性』
- 主演：三東ルシア / 監督：小平裕